# الجمعية المستقلة للطب النفسي في روسيا
الجمعية الروسية المستقلة للطب النفسي هي المنظمة المهنية الوحيدة غير الحكومية في روسيا التي تُجري فحوصات خبرة نفسية غير قضائية بطلب من المواطنين الذين تم انتهاك حقوقهم باستخدام الطب النفسي. الجمعية ليست مؤسسة حكومية بل منظمة عامة، وتقاريرها الطبية ليست ذات طابع قانوني بل أخلاقي. لا توجد جهة يمكن للمرء من خلالها الطعن بتشخيص خاطئ في روسيا.
في السنوات الأخيرة، تتصدى الجمعية لمحاولات تقييد حقوق المرضى وعمليات "نقل المؤسسات" التي تؤدي إلى حصر المرضى النفسيين في مؤسسات أخرى بدلًا من الرعاية المجتمعية.

## التاريخ
تأسست الجمعية في موسكو في شهر آذار من عام 1989، وكانت أول جمعية طب نفسي في الاتحاد السوفييتي لا تخضع لسيطرة الدولة.
أنشئت الجمعية كهيئة تعارض علنًا الطب النفسي الرسمي السوفييتي ومنظمته، جمعية الاتحاد لكل من أطباء الأعصاب والنفسيين، التي كانت خاضعة بالكامل للحكومة السوفييتية وتنفّذ مبادئها السياسية. من بين أعضاء مجموعة المبادرة لتأسيس الجمعية كان ألكسندر بودرابينِك وعالم النفس فيكتور لانوڤوي، الذي وضع خطة التأسيس وكان أول رئيس للجمعية قبل أن يهاجر إلى إسرائيل.
الجمعية عضو كامل في الجمعية العالمية للطب النفسي منذ 17 تشرين الأول 1989. وفي عام 1992، انضمت الجمعية إلى شبكة بيت حقوق الإنسان الروسي، وهي اتحاد يضم عشر من أبرز منظمات حقوق الإنسان. وكان للجمعية دور بارز في القضاء على الطب النفسي العقابي. كما تبذل الجمعية جهودًا نشطة لنقل وجهة نظرها حول الانتهاكات السابقة والحالية في مجال الطب النفسي في روسيا إلى زملائها في الغرب.

## الهيكل التنظيمي
في عام 2010، كان لدى الجمعية حوالي 600 عضو في 54 منطقة من روسيا. معظم أعضاء الجمعية هم أيضًا أعضاء في الجمعية الروسية للأطباء النفسيين. وينص ميثاق الجمعية على ما يلي: "المستقلة تعني أنها تعتمد على ذاتها، ولا تدخل ضمن الهيكلية أو التبعية الإدارية للمؤسسات الطبية الحكومية أو الهيئات الإدارية الأخرى".
تتعاون الجمعية مع مجموعة هلسنكي في موسكو، ولديها مكتب للتواصل المجتمعي ولجنة للفحوصات حيث يمكن للناس الحصول على استشارات وخدمات قانونية مجانية. أنشئ تحت رعاية الجمعية عام 1995 مجتمع المعالجين النفسيين السريريين (برئاسة إم. بورنو). لاحقًا تأسست مجموعة موسكو للفلسفة والطب النفسي (برئاسة إلينا بي. بيزوبوفا) وبدأت في تنظيم أنشطة مع المسرح النفسي والاجتماعات الدورية التي تحمل عنوان "الطب النفسي ومشكلات الحياة الروحية" (بقيادة ب. ڤوسكريسينسكي وز. كراخمالنيوكوفا).
تشارك الجمعية بشكل نشط في حركة "الفلسفة والطب النفسي"، حيث تُعد إلينا بيزوبوفا (من جامعة كاليفورنيا في إيرفاين) ويوري سافينكو أعضاء في اللجنة التوجيهية لشبكة الفلسفة والطب النفسي الدولية.

## قيادة الجمعية
رئيس الجمعية هو يوري سافينكو، والمديرة التنفيذية هي لوبوف فينوغرادوفا، ورئيسة القسم القانوني هي يوليا أركونوفا.

## المنشورات
المنشور الرسمي للجمعية هو المجلة النفسية المستقلة. ووفقًا لقرار صادر بتاريخ 19 شباط 2010 عن هيئة رئاسة لجنة الدولة للدرجات والألقاب الأكاديمية في وزارة التعليم والعلوم في روسيا، تم إدراج هذه المجلة في قائمة المجلات والمطبوعات العلمية المحكمة الرائدة.

## التقييمات
عبّر عدد من الشخصيات العامة والعلماء عن تقديرهم لأنشطة الجمعية. في عام 2004، كتب رئيس الجمعية العالمية للطب النفسي البروفيسور أحمد عكاشة: "لقد ازدادت قوة الجمعية العالمية للطب النفسي نتيجة انضمام جمعيتكم إليها". وبعد ثلاث سنوات، أشاد خلفه البروفيسور خوان ميزيتش بنجاحات الجمعية في الطب النفسي السريري وبجهودها الأخلاقية والإنسانية رغم التحديات الكثيرة التي واجهتها.
ووفقًا لأ. إ. أبينيانسكي، الأمين الأكاديمي العام للجمعية الروسية للأطباء النفسيين، فإن الجمعية الروسية تُقدّر دور الجمعية المستقلة في تطوير الرعاية النفسية في البلاد. وأشار إلى أن الجمعية المستقلة أصبحت منظمة مهنية عامة ذات سمعة مرموقة توفر التعددية في النقاش المهني داخل الطب النفسي، وكان ذلك بفضل، على وجه الخصوص، نشر المجلة النفسية المستقلة ومساهمات ممثلي المجتمع النفسي البارزين مثل سافينكو، فينوغرادوفا، أركونوفا، هوفمان، بوخانوفيسكي، بيفين وغيرهم.

## مقاومة استخدام الطب النفسي ضد الأقليات الدينية
في عام 2006، صرّح يوري سافينكو أن أول انتكاسة كبيرة لاستخدام الطب النفسي لأغراض سياسية في روسيا ما بعد السوفييتية خلال العقد الأخير كانت في إطار ما سُمي بـ"مكافحة الطوائف التوتاليتارية".
ووفقًا له، فإن سبب استخدام الطب النفسي ضد الأقليات الدينية، والذي بدأ عام 1995، كان تقريرًا أعده البروفيسور ي. إ. بوليشوك، يتضمن استنتاجًا بأن منظمات دينية مختلفة تُلحِق "ضررًا جسيمًا بالصحة النفسية".
وقد تم توزيع هذا التقرير على جميع مكاتب الادعاء في البلاد ورؤساء المؤسسات التعليمية، رغم أن عدم صلاحيته العلمية قد أشير إليه من قبل كل من الجمعية المستقلة والجمعية الروسية للأطباء النفسيين، حيث تبيّن أن الحالات المنسوبة من أمراض وانتحار وتفكك أسري وغيرها كانت أكثر شيوعًا بين عامة السكان منها في المنظمات الدينية المضطهدة.
في عام 1999، أعربت الجمعية عن قلقها إزاء وقائع استخدام الطب النفسي ضد الأقليات الدينية في رسالة مفتوحة إلى الجمعية العامة للمؤتمر الحادي عشر للجمعية العالمية للطب النفسي. وأكد معدو الرسالة مسؤوليتهم الكاملة عن ما جاء فيها، وأوضحوا أنه من الضروري لفت انتباه الجمعية العامة للجمعية العالمية إلى الاستخدام المتكرر للطب النفسي لأغراض غير طبية، والذي استُؤنف في روسيا منذ 1994–1995 واستمر على نطاق واسع دون توقف، وكان يستهدف هذه المرة المعارضين الدينيين وليس السياسيين.
واختُتمت الرسالة باقتراح موجه إلى الجمعية العالمية للطب النفسي لتبنّي نص بيان يعرب عن القلق تجاه الدعاوى القضائية العديدة ضد منظمات دينية مختلفة في روسيا بسبب ما يُزعم بأنها تلحق "ضررًا جسيمًا بالصحة النفسية وتُحدث تغييرات شخصية غير صحية"، وأن يعبر البيان عن تضامن الجمعية العالمية مع موقف الجمعية الروسية المستقلة والجمعية الروسية للأطباء النفسيين فيما يتعلق بعدم جواز إشراك الأطباء النفسيين في قضايا تتجاوز نطاق كفاءتهم المهنية.

## موقف الجمعية الروسية المستقلة للطب النفسي من المثلية الجنسية
في عام 2005، عبّر يوري سافينكو، بصفته رئيس الجمعية، عن دهشته المشتركة مع الجمعية من الاقتراح الذي قدمته اللجنة التنفيذية للجمعية الأمريكية للطب النفسي باستبعاد المثلية الجنسية من دليل الاضطرابات النفسية، واعتبر هذا الاقتراح فعلًا مضادًا للطب النفسي، وأوضح أن المبررات الأيديولوجية والاجتماعية والليبرالية قد حلت محل الأسس العلمية. وقد ورد تصريحه بالعبارات التالية:
"من المدهش بالنسبة لنا أن هذا الاستبدال للمبررات العلمية بمبررات أيديولوجية واجتماعية وليبرالية لم يأتِ من روسيا، وأن اللجنة التنفيذية للجمعية الأمريكية للطب النفسي قد اقترحت بالإجماع استبعاد المثلية الجنسية من دليل الاضطرابات النفسية. هذا يُظهر أن الإطار القانوني المتقدم للطب النفسي وخصخصة خدمات الصحة النفسية (بنسبة 80٪ في الولايات المتحدة)، أي غياب اثنين من العوامل الثلاثة التي لعبت دورًا حاسمًا في الانتهاكات السوفييتية للطب النفسي، لا يحمي من الأفعال المناهضة للطب النفسي بطبيعتها."
في عام 2014، غيّر سافينكو رأيه بشأن المثلية الجنسية، وفي ورقة بحثية مشتركة مع بيريوخوف، انتقدا التوجه القائل بأن المثلية الجنسية تُعتبر اضطرابًا نفسيًا، واعتبرا أن هذا التوجه يعكس ذهنية سوفييتية لا تزال قائمة حتى اليوم.

## الدعوة إلى تحسين النسل
رئيس الجمعية، يوري سافينكو، يبرر التعقيم القسري للنساء، وهو ما يُمارس في دور الرعاية النفسية العصبية في موسكو، ويصرّح بأن "ثمة حاجة إلى رقابة أكثر دقة وشفافية على ممارسة تحسين النسل الوقائي، والتي، بحد ذاتها، تعتبر مبررة".

## فرض القيود على حقوق المرضى
في عام 2012، نشرت الجمعية الروسية المستقلة للطب النفسي ورقة أعدها مستشارها القانوني السابق، اقترح فيها تعديلات على "قانون أسس حماية الصحة العامة في الاتحاد الروسي" لتقنين الإشراف الإجباري في العيادات الخارجية على الأشخاص الذين يعانون من اضطرابات نفسية دون الحصول على موافقتهم المستنيرة أو صدور حكم قضائي.
إن فرض هذا النوع من الإشراف على الأشخاص المذكورين في الجزء الأول من المادة 27 من القانون الروسي للصحة النفسية يؤدي دائمًا إلى نتائج قانونية ملموسة، مثل تقييد حقهم في ممارسة أنواع محددة من المهن أو الوظائف التي تنطوي على مصادر خطر متزايد.
وفي ورقة أخرى، يصر المستشار القانوني السابق للجمعية على أن يُضاف حق المرضى في الخروج اليومي إلى قائمة الحقوق التي يجوز تقييدها بتوصية من الطبيب المعالج أو المدير الطبي، وذلك حفاظًا على صحة المرضى وسلامتهم وسلامة الآخرين.

## فرض سياسة نقل المرضى بين المؤسسات
صرحت لوبوف فينوغرادوفا، من الجمعية الروسية المستقلة، بأن العديد من المناطق تعاني من نقص كارثي في عدد الأماكن المتوفرة في دور الرعاية النفسية العصبية. وتشير كلماتها إلى ضرورة زيادة عدد هذه الأماكن، وإلى أن الجمعية الروسية المستقلة للطب النفسي تفرض سياسة "نقل المرضى بين المؤسسات"، أي نقل الأشخاص المصابين بأمراض نفسية من منازلهم ومستشفيات الطب النفسي إلى دور الرعاية النفسية العصبية.

## التمويل
في عامي 2013 و2014، كانت الجمعية الروسية المستقلة للطب النفسي تعمل باستخدام منحة مقدمة من رئيس الاتحاد الروسي.

## التقارير
تعاونت المنظمة مع عدد من المنظمات غير الحكومية الأخرى لإعداد تقرير شديد الانتقاد حول ارتفاع معدلات الأمراض النفسية وتدهور نظام الرعاية الصحية النفسية. في التقرير، ألقى المؤلفون اللوم على "النقص المزمن في تمويل الرعاية النفسية، والفساد، والفقر"، ووجّهوا إصبع الاتهام إلى القيادة النفسية.

## بيانات مرجعية
- Mercer، Ellen؛ Mesner، Lea (1993). An International psychiatric directory. American Psychiatric Pub. ص. 184. ISBN:0-89042-248-6.